# Министерство сельского хозяйства, лесных угодий и рыбного промысла Японии
Министерство сельского хозяйства, лесных угодий и рыбного промысла Японии (яп. 農林水産省 Но:ринсуйсансё:) ответственно за надзор за сельским хозяйством, лесным хозяйством и рыболовством.

## История
Конституция Японской империи способствовала созданию Министерства сельского хозяйства и торговли (яп. 農商務省 Носё:мусё:) в 1881 году.
В 1925 году функции торговли были переданы в отдельное Министерство торговли (яп. 商工省 Сё:ко:сё:), и министерство было переименовано в Министерство сельского и лесного хозяйства (яп. 農林省 Но:ринсё:). На министерство также возложена ответственность за надзор за исполнение закона от 1903 года, который предусматривает фиксированные рабочие часы и безопасность труда в промышленных и сельскохозяйственных отраслях.
С 1943—1945 года, когда Министерство торговли было упразднено в связи с национализацией японской промышленности для военных нужд, министерство вернулось к Министерству сельского и лесного хозяйства, которое было вновь именовано Министерством сельского хозяйства и торговли (яп. 農商省 Но:сё:сё:).
В 1978 году название министерства сельского и лесного хозяйства приобрело нынешнюю форму с тем, чтобы лучше отразить роль министерства в обеспечении японской общественности безопасными продуктами питания и защитить производителей и работников в отрасли производства продуктов питания.

## Роль министерства
Основная функция министерства заключается в установлении стандартов качества для пищевых продуктов, контроль рынка товаров и продажи продуктов питания, а также проведение мелиорации земель и проектов по благоустройству.